# Bivacco Giuseppe Zanuso
Il bivacco Giuseppe Zanuso è un bivacco realizzato sul monte Colovrat in comune di Drenchia (UD) a 1116 m s.l.m., a poca distanza dal confine con la Slovenia.

## Storia
Il bivacco è ubicato sulla dorsale italiana del monte Colovrat. Nel corso della prima guerra mondiale, nella zona passava l'estrema linea difensiva approntata dalla 2ª Armata per impedire l'avanzata del nemico nella pianura friulana in caso di ritirata delle truppe combattenti nelle linee avanzate. La mattina del 24 ottobre 1917, con l'inizio della battaglia di Caporetto, tutto il territorio del Colovrat venne interessato da un violento bombardamento che provocò ingenti danni e perdite di vite umane sia militari che civili. Successivamente il tenente Erwin Rommel, con un attacco a sorpresa, riuscì ad annientare la resistenza delle truppe italiane e ad occupare le alture del Colovrat per poi dirigersi verso il Matajur e la pianura friulana. 
Nella zona del Na Gradu Klabuk è stato realizzato, con un programma di iniziativa comunitaria, un museo transfrontaliero all'aperto dove si possono ammirare trincee, gallerie, fortificazioni e bunker dell'epoca, opportunamente restaurati. Nella località dove sorge il bivacco, nel 1929, a causa di una violenta nevicata che lo sorprese indifeso, morì l'alpino Giuseppe Zanuso. Lì venne eretta una stele a ricordo del tragico avvenimento e, di fronte ad essa, nel 1992 venne costruito il bivacco che porta il suo nome.

## Caratteristiche
Il bivacco è una costruzione in muratura, con un belvedere sulla parte frontale, sempre aperta ed incustudita.
Il fabbricato non è più dotato di fornello, pentole, stoviglie, stufetta; rimangono alcuni mobili necessari per consentire una breve sosta ristoratrice..

## Accessi
La via più comoda per raggiungere il bivacco è quella di partire dal passo di Solarie (nei pressi del rifugio Solarie) a 956 m s.l.m., e seguire la strada interpoderale che percorre la dorsale del Colovrat. La strada, inizialmente asfaltata e poi in terra battuta, è facilmente percorribile e porta in circa 30 minuti al complesso monumento/bivacco.

## Sentieri
La zona è interessata dal sentiero Italia, A.V. Valli del Natisone contraddistinto dal segnavia CAI numero 746.
 Al bivacco arrivano anche un sentiero che parte dall'abitato di Drenchia ed un sentiero che inizia dalla strada che porta al passo Solarie, poco prima del rifugio.

## Traversate
Prendendo come punto di riferimento il bivacco, si possono effettuare le seguenti traversate:
- Al rifugio Guglielmo Pelizzo attraverso l'Alta Via delle Valli del Natisone (quattro ore e mezzo circa a piedi)[6];
- Anello del Colovrat e salita al monte Kuk (a piedi/mountan bike)[7];
- Sul sentiero 746: cima del monte Nagnoj - monte Colovrat - Lase - Topolò (a piedi in circa quattro ore)[8];
- Passeggiata tranfrontaliera sulla dorsale del Colovrat con visita al museo all'aperto del Na Gradu Klabuk[9].

## Eventi annuali
Ogni anno, alla prima domenica di settembre, nella zona del monumento/bivacco viene realizzata una cerimonia in ricordo del militare ivi deceduto.